# Funkcjonalizm (psychologia)
Funkcjonalizm to jedna ze szkół psychologicznych zakładająca, że procesy psychiczne mają do wypełnienia funkcje, które je organizują. Kierunek ten powstał w USA. Pytaniem prowadzącym było dlaczego ludzie robią tak a nie inaczej?  i po co?.
Funkcjonaliści próbowali zrozumieć jak określonego rodzaju bodźce prowadzą do określonego rodzaju reakcji.

## Twórcy
- William James:
  - funkcja świadomości polega na tym, iż ułatwia dostosowanie zachowania jednostki do jej środowiska, co jest istotne dla jej przeżycia (wpływ teorii Darwina),
  - świadomość ujawnia się w doświadczeniu a doświadczenie to uczestniczenie w świecie, a nie tylko jego obserwacja,
  - świadomość to zdolność do odnoszenia doświadczenia do bieżących sytuacji życiowych,
  - cechy świadomości:
    - zmienność
    - twórczość
    - selektywność
    - jedność.
- John Dewey:
  - zadaniem świadomości jest koordynacja między organizmem a środowiskiem,
  - dziedziną świadomości jest myślenie – jest to najpoważniejszy wymiar świadomości,
  - myśl to odpowiedź organizmu na problemy związane z dostosowaniem się do środowiska.

James Angell sformułował 3 nakazy funkcjonalizmu
- badać procesy umysłowe
- badać funkcjonowanie świadomości
- badać ogół związków organizmu ze środowiskiem.

Według Angella świadomość jest ciągłym strumieniem, właściwością psychiki w nieustanej interakcji ze środowiskiem, oraz ułatwia człowiekowi przystosowanie do środowiska.
Gdy zachowania przystosowawcze powtarzają się, stają się nawykami. Jeżeli obserwujemy zespół nawyków danej osoby, możemy przewidzieć jej zachowanie w różnych sytuacjach, a nawet całych grup społecznych. Przedmiotem badań są nawyki, a metodą badań obserwacja.